# غابرييل غوري
غابرييل غوري (بالإيطالية: Gabriele Gori)‏ هو لاعب كرة قدم إيطالي في مركز الهجوم، ولد في 13 فبراير 1999 في فلورنسا في إيطاليا. شارك مع منتخب إيطاليا تحت 20 سنة لكرة القدم. أما مع النوادي، فقد لعب مع فيورنتينا.

## وصلات خارجية
- غابرييل غوري على موقع الاتحاد الأوربي (الإنجليزية)
- غابرييل غوري على موقع قاعدة بيانات كرة القدم.إي يو (الإنجليزية)
- غابرييل غوري على موقع Soccerway.com (الإنجليزية)
- غابرييل غوري على موقع عالم كرة القدم.نت (الإنجليزية)